# Spiraea kwangsiensis
Spiraea kwangsiensis är en rosväxtart som beskrevs av Tse Tsun Yu. Spiraea kwangsiensis ingår i släktet spireor, och familjen rosväxter. Utöver nominatformen finns också underarten S. k. dongvanensis.